# Buycott.com
Buycott.com es una aplicación para teléfonos móviles basada en internet que lee los códigos de barras de un producto y muestra las relaciones de la empresa fabricante con el consumidor.
El consumidor se suscribe a varias campañas en un esfuerzo para evitar la compra de determinadas corporaciones y sus empresas afiliadas, que respaldan políticas que entran en conflicto con la conciencia social del consumidor. Así, el consumidor tiene la opción de comprar el producto en la competencia o renunciar a la compra.
Buycott.com se lanza para promocionar la responsabilidad social corporativa anterior al punto de compra y tiene una gran base de datos tras la interfaz web utilizando el UPC como identificador único.
Buycott.com también solicita a los activistas el escaneo de información sobre un producto cuando en la base de datos falta la descripción del producto u otra información; el éxito de cada campaña depende así también de la participación de los miembros
Hasta marzo de 2014 la mayor campaña ha sido "Demand GMO Labeling", un grupo de más de 176.000 activistas que puso su objetivo sobre firmas que donaban fondos en la defensa de la Proposición #39 en California. Esta proposición requería el etiquetado de la comida con ingredientes transgénicos.